# Lista dos campeões estaduais de futebol feminino do Brasil em 2024
A lista a seguir traz dados acerca dos campeonatos estaduais de futebol feminino realizados no Brasil em 2024.

## Estaduais

### Região Norte
| Estado | Campeão                            | Vice-campeão    | Final (agregado)                          | Artilheira                                                                                             | Ref   |
| ------ | ---------------------------------- | --------------- | ----------------------------------------- | --- | ----- |
| AC     | Galvez (1.º título)                | Assermurb       | Galvez 5–0 Assermurb                      | Pâmela (Galvez) (11 gols)                                                                              | [ 1 ] |
| AP     | Ypiranga (3.º título)              | Trem            | Ypiranga 1–0 Trem                         | Juliana Pereira (Ypiranga) (24 gols)                                                                   | [ 2 ] |
| AM     | 3B da Amazônia (4.º título)        | Tarumã          | 3B da Amazônia 12–0 Tarumã                | Nairelis Daribel (Manaus) (12 gols)                                                                    | [ 3 ] |
| PA     | Tuna Luso (4.º título)             | Paysandu        | Quadrangular final                        | | [ 4 ] |
| RO     | Rolim de Moura (1.º título)        | Genus           | Rolim de Moura 23–1 Genus                 | Camillynha (Rolim de Moura) (8 gols)                                                                   | [ 5 ] |
| RR     | Rio Negro-RR (2.º título)          | São Raimundo-RR | Rio Negro-RR 2–0 São Raimundo-RR          | | [ 6 ] |
| TO     | 100 Limites Araguaína (1.º título) | Paraíso         | 100 Limites Araguaína (4) 2–2 (3) Paraíso | Maria Lauane, Mirele Brito e Ildelene (100 Limites Araguaína, 100 Limites Araguaína e Paraíso) (1 gol) | [ 7 ] |

### Região Nordeste
| Estado | Campeão                         | Vice-campeão          | Final (agregado)                     | Artilheira                         | Ref    |
| ------ | ------------------------------- | --------------------- | ------------------------------------ | ---------------------------------- | ------ |
| AL     | UDA (11.º título)               | Guarani de Paripueira | UDA 5–0 Guarani de Paripueira        | Jaqueline e Laureen (UDA) (5 gols) | [ 8 ]  |
| BA     | Bahia (8.º título)              | Vitória               | Bahia 5–0 Vitória                    | Geisi (Vitória) (23 gols)          | [ 9 ]  |
| CE     | Ceará (5.º título)              | Fortaleza             | Ceará 1–0 Fortaleza                  | Bea (Fortaleza) (11 gols)          | [ 10 ] |
| MA     | IAPE (3.º título)               | Atléticos             | IAPE 1–0 Atléticos                   | Liamara e Rafinha (IAPE) (4 gols)  | [ 11 ] |
| PB     | Mixto-PB (2.º título)           | Botafogo-PB           | Mixto-PB 5–2 Botafogo-PB             | Tamara (Mixto-PB) (19 gols)        | [ 12 ] |
| PE     | Sport (10.º título)             | Ipojuca               | Sport 7–0 Ipojuca                    | Isis (Sport) (22 gols)             | [ 13 ] |
| PI     | Atlético Piauiense (1.º título) | Tiradentes-PI         | Atlético Piauiense 3–2 Tiradentes-PI | Janiely (Skill Red) (11 gols)      | [ 14 ] |
| RN     | União-RN (6.º título)           | Potyguar Seridoense   | União-RN 2–0 Potyguar Seridoense     | Fafá (Estrela Potiguar) (11 gols)  | [ 15 ] |
| SE     | Juventude-SE (1.º título)       | Socorro               | Pontos corridos                      |                                    | [ 16 ] |

### Região Centro-Oeste
| Estado | Campeão                    | Vice-campeão        | Final (agregado)                 | Artilheira                                | Ref    |
| ------ | -------------------------- | ------------------- | -------------------------------- | ----------------------------------------- | ------ |
| DF     | Real Brasília (6.º título) | Minas Brasília      | Real Brasília 2–0 Minas Brasília | Juliana (Real Brasília) (6 gols)          | [ 17 ] |
| GO     | Vila Nova (2.º título)     | Atlético Goianiense | Campeão dos dois turnos          | Naytielle (Vila Nova) (22 gols)           | [ 18 ] |
| MT     | Operário FC (4.º título)   | Ação                | Operário FC 1–0 Ação             | Milena (Atlético Matogrossense) (11 gols) | [ 19 ] |
| MS     | Operário-MS (4.º título)   | Costa Rica          | Operário-MS 8–0 Costa Rica       | Ana Jessica (Operário-MS) (12 gols)       | [ 20 ] |

### Região Sudeste
| Estado | Campeão                   | Vice-campeão    | Final (agregado)                  | Artilheira                            | Ref    |
| ------ | ------------------------- | --------------- | --------------------------------- | ------------------------------------- | ------ |
| ES     | Prosperidade (1.º título) | Vila Nova-ES    | Prosperidade 6–2 Vila Nova-ES     | Luana Tonete (Vila Nova-ES) (12 gols) | [ 21 ] |
| MG     | Cruzeiro (3.º título)     | América Mineiro | Cruzeiro 3–0 América Mineiro      | Byanca Brasil (Cruzeiro) (11 gols)    | [ 22 ] |
| RJ     | Flamengo (8.º título)     | Fluminense      | Flamengo 2–1 Fluminense           | Lurdinha (Fluminense) (7 gols)        | [ 23 ] |
| SP     | Palmeiras (3.º título)    | Corinthians     | Palmeiras (2) 2–2 (0) Corinthians | Amanda Gutierres (Palmeiras) (8 gols) | [ 24 ] |

### Região Sul
| Estado | Campeão                           | Vice-campeão  | Final (agregado)                          | Artilheira                                                                  | Ref    |
| ------ | --------------------------------- | ------------- | ----------------------------------------- | --------------------------------------------------------------------------- | ------ |
| PR     | Athletico Paranaense (5.º título) | Coritiba      | Athletico Paranaense (3) 2–2 (0) Coritiba | Jaielly Silva (Athletico Paranaense) (7 gols)                               | [ 25 ] |
| RS     | Grêmio (5.º título)               | Internacional | Grêmio 3–1 Internacional                  | Julieta Morales e Isadora (Internacional e Brasil de Farroupilha) (11 gols) | [ 26 ] |
| SC     | Avaí/Kindermann (15.º título)     | Criciúma      | Avaí/Kindermann 4–3 Criciúma              | Yasmin (Criciúma) (14 gols)                                                 | [ 27 ] |

### Classificados para aSérie A3 de 2025
| Federação           | Participante           | Posição no estadual | Participações | Ref    |
| ------------------- | ---------------------- | ------------------- | ------------- | ------ |
| Acre                | Galvez                 | Campeão             | Estreante     | [ 28 ] |
| Alagoas             | Guarani de Paripueira  | 2° colocado         | Estreante     | [ 29 ] |
| Amapá               | Ypiranga               | Campeão             | 3             | [ 30 ] |
| Amazonas            | Tarumã                 | 2º colocado         | 2             | [ 31 ] |
| Bahia               | Atlético de Alagoinhas | 3º colocado         | Estreante     | [ 32 ] |
| Ceará               | Ceará                  | Campeão             | Estreante     | [ 33 ] |
| Distrito Federal    | CRESSPOM               | 3º colocado         | 1             | [ 34 ] |
| Espírito Santo      | Prosperidade           | Campeão             | Estreante     | [ 35 ] |
| Goiás               | Vila Nova              | Campeão             | 2             | [ 36 ] |
| Maranhão            | IAPE                   | Campeão             | 2             |        |
| Mato Grosso         | Operário FC            | Campeão             | Estreante     | [ 37 ] |
| Mato Grosso do Sul  | Operário-MS            | Campeão             | 3             | [ 38 ] |
| Minas Gerais        | Itabirito              | 3° colocado         | Estreante     | [ 39 ] |
| Pará                | Tuna Luso              | Campeão             | Estreante     | [ 40 ] |
| Paraíba             | Mixto-PB               | Campeão             | 2             | [ 41 ] |
| Paraná              | Coritiba               | 2º colocado         | 2             | [ 42 ] |
| Pernambuco          | Ipojuca                | 2º colocado         | Estreante     | [ 43 ] |
| Piauí               | Atlético Piauiense     | Campeão             | Estreante     | [ 44 ] |
| Rio de Janeiro      | Pérolas Negras         | 5º colocado         | 1             | [ 45 ] |
| Rio Grande do Norte | União-RN               | Campeão             | 3             | [ 46 ] |
| Rio Grande do Sul   | Brasil de Farroupilha  | 4° colocado         | 1             | [ 47 ] |
| Rondônia            | Rolim de Moura         | Campeão             | Estreante     | [ 48 ] |
| Roraima             | Rio Negro-RR           | Campeão             | 1             | [ 49 ] |
| Santa Catarina      | Criciúma               | 2° colocado         | 2             | [ 50 ] |
| São Paulo           | Realidade Jovem        | 9º colocado         | 2             |        |
| São Paulo           | Pinda                  | 10º colocado        | 2             |        |
| Sergipe             | Juventude-SE           | Campeão             | Estreante     | [ 51 ] |
| Tocantins           | 100 Limites Araguaína  | Campeão             | Estreante     | [ 52 ] |

## Outras competições

### Copas estaduais
| Estado | Campeão               | Vice-campeão        | Final (agregado)                       | Artilheira                               | Ref    |
| ------ | --------------------- | ------------------- | -------------------------------------- | ---------------------------------------- | ------ |
| PA     | Paysandu (1.º título) | Remo                | Paysandu 1–0 Remo                      |                                          | [ 53 ] |
| RJ     | Botafogo (1.º título) | Flamengo            | Disputado por pontos corridos          | Cristiane Rozeira (Flamengo) (5 gols)    | [ 54 ] |
| SP     | Santos (2.º título)   | Red Bull Bragantino | Santos (4) 4–4 (3) Red Bull Bragantino | Thayslane (Red Bull Bragantino) (3 gols) | [ 55 ] |

### Torneios extra
| Torneio            | Campeão   | Vice-campeão          | Outros participantes                                                                                    | Ref    |
| ------------------ | --------- | --------------------- | --- | ------ |
| Taça Guanabara     | Botafogo  | Flamengo              | Araruama Boavista Duque de Caxias Fluminense Olaria Pérolas Negras Resende Serra Macaense Vasco da Gama | [ 56 ] |
| Troféu do Interior | Juventude | Brasil de Farroupilha | Elite Flamengo de São Pedro Futebol com Vida Juventude Dr. Salomé Goulart Vidal Pro                     | [ 57 ] |
| Taça Paulistana    | Marília   | EC São Bernardo       | Centro Olímpico Mauaense Pinda Realidade Jovem                                                          | [ 58 ] |

## Categorias de base
| Federação         | Categoria   | Campeão                         | Vice-campeão          | Final (agregado)                       | Ref    |
| ----------------- | ----------- | ------------------------------- | --------------------- | -------------------------------------- | ------ |
| Acre              | Sub-15      | Grêmio Xapuriense (1.º título)  | AFEX                  | Grêmio Xapuriense 4–1 AFEX             | [ 59 ] |
| Acre              | Sub-17      | Grêmio Xapuriense (1.º título)  | São Francisco-AC      | Grêmio Xapuriense 6–3 São Francisco-AC | [ 60 ] |
| Alagoas           | Sub-17      | UDA (1.º título)                | Guarani de Paripueira | UDA 3–1 Guarani de Paripueira          | [ 61 ] |
| Amapá             | Sub-17      | Mazagão (1.º título)            | Macapá                | Mazagão 2–0 Macapá                     | [ 62 ] |
| Amazonas          | Sub-15      | Amazônia (1.º título)           | Arsenal-AM            | Amazônia 6–0 Arsenal-AM                | [ 63 ] |
| Amazonas          | Sub-17      | Amazônia (1.º título)           | Arsenal-AM            | Amazônia 11–0 Arsenal-AM               | [ 63 ] |
| Bahia             | Sub-17      | Vitória (1.º título)            | Galícia               | Vitória 3–1 Galícia                    | [ 64 ] |
| Ceará             | Sub-15      | Ceará (1.º título)              | FPI                   | Ceará 5–0 FPI                          | [ 65 ] |
| Ceará             | Sub-17      | Fortaleza (1.º título)          | Ceará                 | Fortaleza 4–0 Ceará                    | [ 66 ] |
| Distrito Federal  | Sub-17      | Minas Brasília (1.º título)     | Ceilândia             | Pontos corridos                        | [ 67 ] |
| Espírito Santo    | Sub-17      | FC Estadual (1.º título)        | Vila Nova-ES          | FC Estadual 7–1 Vila Nova-ES           | [ 68 ] |
| Minas Gerais      | Sub-17      | Nacional de Muriaé (1.º título) | Araguari              | Nacional de Muriaé 2–0 Araguari        | [ 69 ] |
| Pará              | Copa Sub-17 | Tiradentes (1.º título)         | Remo                  | Tiradentes 6–3 Remo                    | [ 70 ] |
| Pará              | Sub-17      | Tiradentes (1.º título)         | Paysandu              | Tiradentes 5–1 Paysandu                | [ 71 ] |
| Pará              | Copa Sub-20 | Paysandu (1.º título)           | Tiradentes            | Paysandu (4) 2–2 (3) Tiradentes        | [ 72 ] |
| Pará              | Sub-20      | Paysandu (4.º título)           | Cabanos               | Paysandu 5–1 Cabanos                   | [ 73 ] |
| Paraná            | Sub-15      | Imperial (1.º título)           | Paraná                | Pontos corridos                        | [ 74 ] |
| Paraná            | Sub-17      | Paraná (1.º título)             | Galo Maringá          | Paraná 2–0 Galo Maringá                | [ 75 ] |
| Rio Grande do Sul | Sub-15      | Grêmio (1.º título)             | Internacional         | Grêmio 4–0 Internacional               | [ 76 ] |
| Rio Grande do Sul | Sub-17      | Grêmio (1.º título)             | Internacional         | Grêmio (5) 2–1 (1) Internacional       | [ 78 ] |
| Rio de Janeiro    | Sub-17      | America (1.º título)            | Vasco da Gama         | America 6–0 Vasco da Gama              | [ 79 ] |
| Santa Catarina    | Sub-20      | Criciúma (1.º título)           | AJAP                  | Criciúma 5–1 AJAP                      | [ 80 ] |
| São Paulo         | Sub-15      | São Paulo (1.º título)          | Corinthians           | São Paulo 10–3 Corinthians             | [ 81 ] |
| São Paulo         | Sub-17      | Ferroviária (1.º título)        | Corinthians           | Ferroviária 2–1 Corinthians            | [ 82 ] |
| São Paulo         | Sub-20      | São Paulo (1.º título)          | Ferroviária           | São Paulo 5–2 Ferroviária              | [ 83 ] |
| Sergipe           | Sub-17      | Estanciano (1.º título)         | Cotinguiba            | Estanciano 2–0 Cotinguiba              | [ 84 ] |
| Tocantins         | Sub-17      | Paraíso (1.º título)            | Polivalente/Katherine | Paraíso 9–0 Polivalente/Katherine      | [ 85 ] |